# Unterscharführer

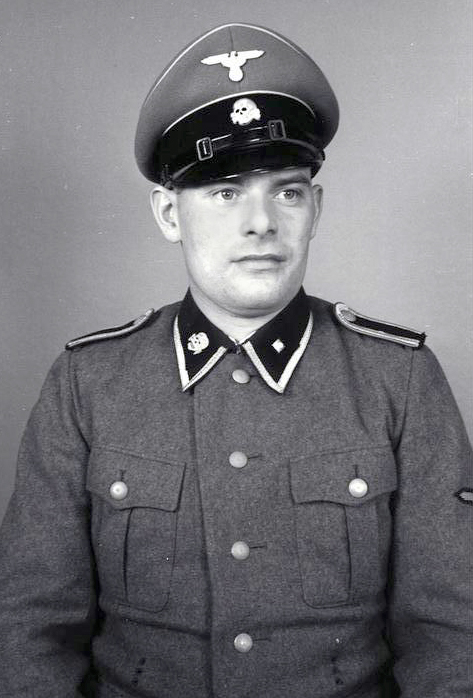
Een SS-Unterscharführer in het concentratiekamp Mauthausen.

Unterscharführer was een Duitse paramilitaire rang van de NSDAP, die tussen 1934 en 1945 gebruikt werd door de Schutzstaffel (SS). De SS-rang werd gecreëerd na de Nacht van de Lange Messen. Deze gebeurtenis leidde tot een reorganisatie en tot de creatie van nieuwe rangen, om de SS af te scheiden van de Sturmabteilung (SA).
Het insigne was een vierkant gepositioneerd op de kraag als rechtopstaande ruit, gecentreerd op de zwarte kraag, tegenover een SS-eenheidsembleem op de andere kraagzijde. Op het grijze velduniform was de rang zichtbaar door een zilveren ster en de epauletten van een onderofficier. De rang van Unterscharführer was vergelijkbaar met die van een korporaal, maar met de verantwoordelijkheden van een sergeant in sommige andere diensten.

## Ontstaan
De rang van Unterscharführer werd gecreëerd uit de SA-rang van Scharführer. Na 1934 werden een SS-Unterscharführer en een SA-Scharführer beschouwd als gelijkwaardige posities. De rang van SS-Unterscharführer was lager dan die van SS-Scharführer en hoger dan de rang van SS-Rottenführer.
Unterscharführer was de eerste onderofficiersrang in de SS en was het equivalent van een Unteroffizier in de Duitse Wehrmacht. Unterscharführer was de meest algemene SS-onderofficiersrang. Hun taken binnen de gehele SS waren omvangrijk.

## Toepassingen

### Allgemeine-SS
Binnen de Allgemeine-SS was een Unterscharführer doorgaans de commandant van een sectie van zeven tot vijftien SS-soldaten.

### SS-Totenkopfverbände
In de concentratiekampdienst had een Unterscharführer de positie van Blockführer, die supervisie had over de gevangenisbarakken van het kamp. De positie van Blockführer was van belang in Holocaust, want het was de Blockführer die verantwoordelijk was voor de diverse Sonderkommandos.

### Waffen-SS
De Waffen-SS gebruikte de Unterscharführer als jongere sectiecommandant, een of meerdere waren verbonden aan een formaties ter grootte van compagnie en peloton. De rang was equivalent aan die van een Waffen-SS officierskandidaat of SS-Junker.

## Bevordering
De eisen voor een slagveld-onderofficier Unterscharführer waren hoger dan die voor een Unterscharführer in de Allgemeine-SS. In de Waffen-SS moesten kandidaten voordat ze werden bevorderd een selectieprocedure ondergaan, gedurende welke ze bekendstonden als "Unterführer-Anwärter" totdat ze daadwerkelijk werden bevorderd.

## In fictie
In de horrorfilm 'Frostbite' uit 2006 heeft de vampierschurk Beckert de rang van Unterscharführer.

## Zie ook

Insignes van de rang Unterscharführer
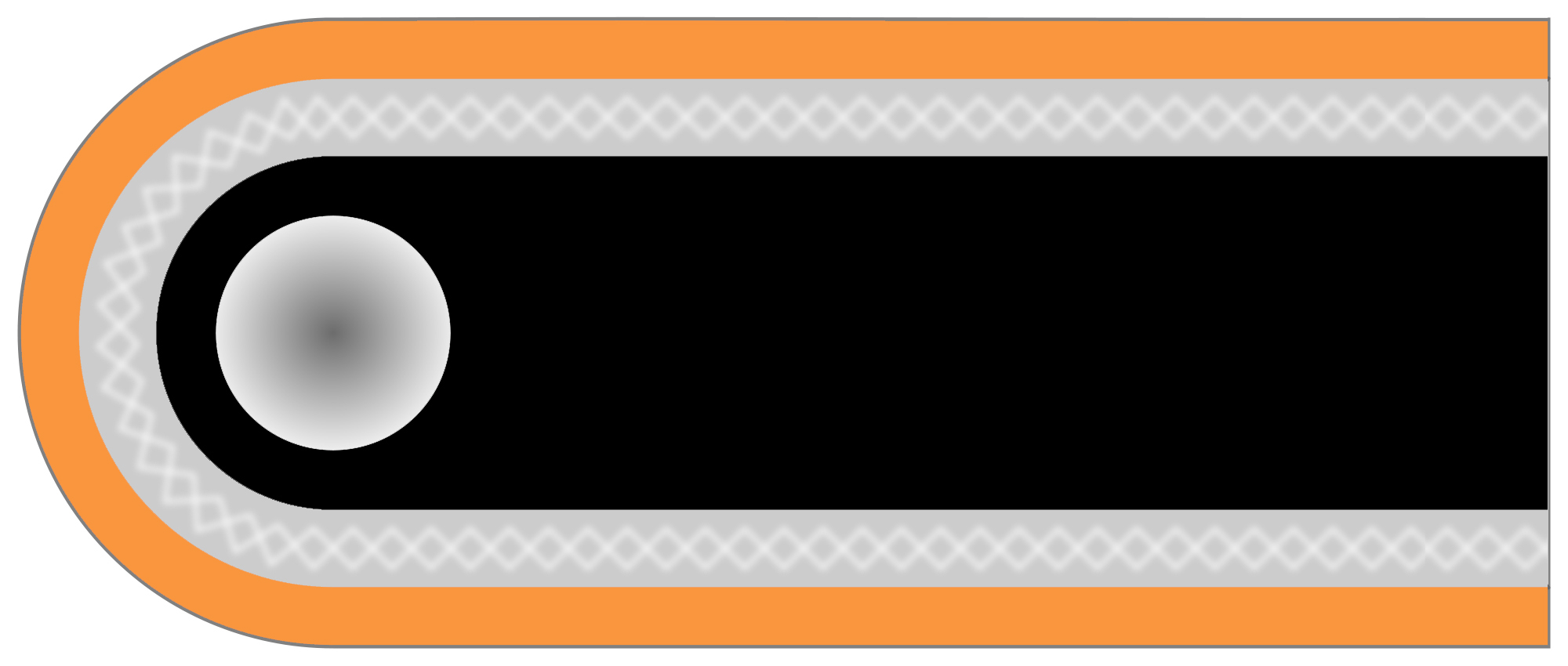
Epaulet
Kraagspiegels
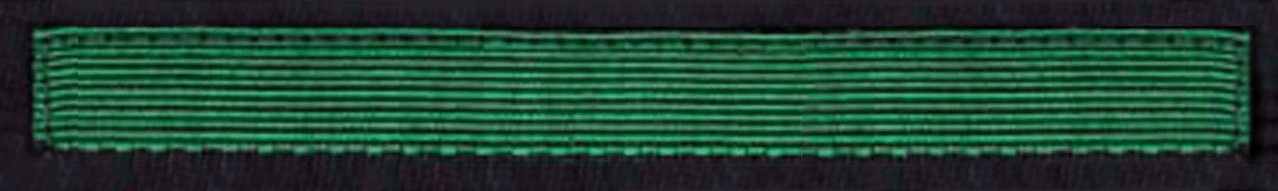
Mouw camouflage parka